# Luis de la Fuente
Luis de la Fuente Castillo (født 21. juni 1961) er en spansk fodboldtræner og tidligere professionel fodboldspiller der spillede som venstre-back. Han er træner for Spaniens fodboldlandshold.
Han scorede i alt 254 kampe og scorede seks mål i La Liga over 13 sæsoner med Athletic Bilbao og Sevilla, og vandt to ligatitler med førstnævnte, inklusive en dobbelt med Copa del Rey i 1984.
De la Fuente begyndte at arbejde for de spanske ungdomshold i 2013, hvor han trænede U19-holdet til sejr ved EM i 2015 og U21-holdet til det tilsvarende mesterskab i 2019. Han trænede det olympiske hold til sølvmedalje ved legene i 2020 og overtog seniorholdet i 2022, hvor han vandt Nations League i 2023 og EM i 2024.

## Spillerkarriere
De la Fuente blev født i Haro, La Rioja, og dimitterede fra Athletic Bilbaos ungdomssystem. og fik sin seniordebut med reserverne i 1978 i Segunda División B. Den 8. marts 1981 fik han sin debut for førsteholdet – og La Liga – hvor han kom ind som indskifter i anden halvleg i en 0-0 udekamp mod Valencia.
De la Fuente blev forfremmet til hovedtruppen i sommeren 1982. Han scorede sit første professionelle mål den 26. marts 1983 og sikrede dermed 4-0 hjemmesejren over Celta.
I juli 1987 skrev de la Fuente kontrakt med den anden topklub Sevilla. og fortsatte med at optræde regelmæssigt de følgende sæsoner i forsvaret eller som venstrekant. I 1991 vendte han tilbage til Athletic for 20 millioner pesetas. foptræder sjældent under træner Jupp Heynckes, der ankom et år senere.
De la Fuente kom til Alavés i 1993, hvor holdet spillede i tredjerækken. Efter en sæson stoppede han i en alder af 33 år.

## Trænerkarriere

### Tidlige år
De la Fuentes første lederjob var hos Portugalete, i de regionale ligaer. I sommeren 2000 blev han udnævnt til Segunda División B klubben Aurrerá de Vitoria, men blev fyret i marts det følgende år på trods af en syvendeplads i tabellen.
Efter en periode tilbage på Sevilla (akademiet) vendte de la Fuente tilbage til Athletic. I starten var han manager for ungdomsholdet og reserveholdet. han fungerede også som kampdelegat i to år før han vendte tilbage til sine tidligere opgaver.
Den 13. juli 2011 blev de la Fuente udnævnt til Alavés træner, blev afskediget den 17. oktober.

### Spaniens ungdomshold
Den 5. maj 2013 blev de la Fuente udnævnt til træner for det spanske U19-landshold. som vandt UEFA-EM i Grækenland i 2015. Han blev manager for U21-holdet i juli 2018, efter at Albert Celades trak sig tilbage. Hans første konkurrence var EM i Italien i 2019, som han vandt efter Tysklands 2-1-nederlag i Udine.
Den 8. juni 2021 indtrådte de la Fuente og hans hold som det spanske seniorhold i en UEFA Euro 2020-venskabskamp mod Litauen, efter at den førnævnte trup var gået i isolation, da Sergio Busquets blev testet positiv for COVID-19. De vandt 4-0 i Leganés.
De la Fuente var også ansvarlig for det spanske olympiske hold ved de udskudte Olympiske Lege i 2020 i Tokyo. Hans hold vandt sølvmedaljen efter at have tabt 2-1 til Brasilien i finalen.

### Spaniens A-landshold
Den 8. december 2022 blev de la Fuente udnævnt til cheftræner for seniorholdet, da Luis Enrique trak sig tilbage efter en eliminering i 16-delsfinalen i straffesparkskonkurrence ved FIFA World Cup 2022 mod Marokko. Han blev officielt præsenteret fire dage senere med en kontrakt, der løber indtil UEFA Euro 2024 med mulighed for forlængelse.
De la Fuente vandt 3-0 i en europæisk kvalifikationskamp hjemme mod Norge i sin første kamp den 25. marts 2023 med to mål af den 32-årige debutant Joselu. Han førte landet til sejr i UEFA Nations League 2022-23 (den allerførste) og besejrede Kroatien 5-4 på straffespark efter en 0-0 uafgjort i Rotterdam.
Spanien sluttede på førstepladsen i gruppespillet i EM i 2024 med fem mål og ingen mål indkasseret. De la Fuentes hold vandt trofæet i Berlin med syv sejre i lige så mange kampe og slog England 2-1 i finalen.
I januar 2025 forlængede de la Fuente sin kontrakt indtil slutningen af EM i 2028.

## Privatliv
De la Fuente giftede sig med en kvinde fra Andalusien, som han fik tre børn med. En søn, Alberto, var også involveret i sporten og arbejdede på et tidspunkt sammen med sin far i det kongelige spanske fodboldforbund som analytiker.
Efter at være opdraget som katolik, omfavnede de la Fuente religionen igen i voksenalderen.